# ال‌ای‌پی‌بی

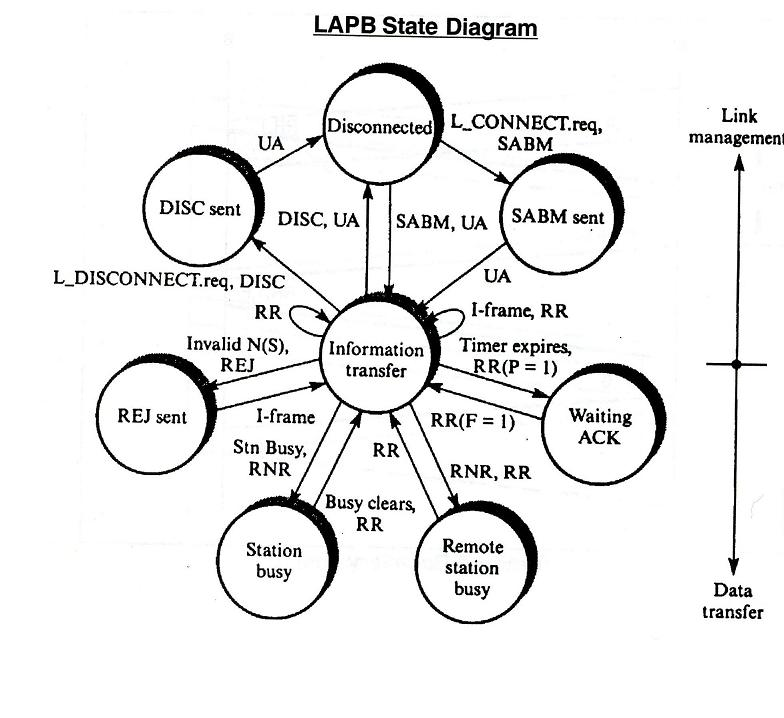
نمودار حالت LAPB

روش دسترسی به لینک، متوازن (LAPB) (به انگلیسی: Link Access Procedure, Balanced) لایه پیوند داده را همان‌طور که در مجموعه پروتکل X.25 تعریف شده‌است، پیاده‌سازی می کند. LAPB یک پروتکل بیتی گرا است که از HDLC گرفته شده و بدون خطا بودن فریم‌ها و توالی صحیح آنها را تضمین می‌کند. LAPB در توصیه‌های X.25 ITU-T و ISO/IEC 7776 مشخص شده‌است. این سرویس پیوند داده حالت اتصال را در مدل مرجع OSI همان‌طور که توسط توصیه X.222 ITU-T تعریف شده‌است، پیاده‌سازی می‌کند.
LAPB برای مدیریت ارتباطات و کادربندی بسته‌ها بین تجهیزات پایانه داده (DTE) و دستگاه‌های پایان دهنده مدار مدار (DCE) دستگاه در پشته پروتکل X.25 استفاده می‌شود. LAPB اساساً HDLC در حالت متعادل ناهم‌زمان (ABM) است. جلسات LAPB را می‌توان توسط DTE یا DCE ایجاد کرد. ایستگاه آغاز کننده تماس اولیه تعیین می‌شود و ایستگاه پاسخ دهنده ثانویه است.

## ساختار پروتکل

### انواع قاب
- I-Frames (فریم‌های اطلاعات): اطلاعات لایه فوقانی و برخی اطلاعات کنترل را حمل می‌کند. توابع فریم I شامل توالی، کنترل جریان و تشخیص و بازیابی خطا است. فریم‌های I دارای شماره توالی ارسال و دریافت هستند.
- S-Frames (فریم‌های نظارتی): اطلاعات کنترل را حمل می‌کند. توابع قاب S شامل درخواست و تعلیق انتقال، گزارش وضعیت و تأیید دریافت I فریم‌ها است. فریم‌های S فقط اعداد توالی را دریافت می‌کنند.
- U-Frames (قابهای بدون شماره): اطلاعات کنترل را حمل می‌کند. توابع فریم U شامل تنظیم لینک و قطع اتصال، و همچنین گزارش خطا است. فریم‌های U هیچ عدد توالی ندارند

### قالب قاب
| پرچم      | نشانی   | کنترل   | داده‌ها  | چک کن    | پرچم      |
| --------- | ------- | ------- | ------- | -------- | --------- |
| ۰۱۱۱ ۱۱۱۰ |         |         |         |          | ۰۱۱۱ ۱۱۱۰ |
| (۸ بیت)   | (۸ بیت) | (۸ بیت) | (متغیر) | (۱۶ بیت) | (۸ بیت)   |

Flag - مقدار پرچم همیشه 0x7E است. به منظور اطمینان از اینکه الگوی بیت پرچم جداکننده قاب در قسمت داده قاب مشاهده نمی‌شود (و بنابراین باعث عدم هم راستایی قاب می‌شود)، تکنیکی که به نام Bit stuffing معروف است توسط فرستنده و گیرنده استفاده می‌شود.
قسمت آدرس - در LAPB، این قسمت معنی ندارد زیرا پروتکل در حالت نقطه به نقطه کار می‌کند و آدرس شبکه DTE در بسته‌های لایه ۳ نشان داده می‌شود؛ بنابراین این بایت کاربرد متفاوتی دارد. این دستورها پیوند را از پاسخها جدا می‌کند و فقط می‌تواند دو مقدار داشته باشد: 0x01 و 0x03. ۰۱ فریمهای حاوی دستورها از DTE به DCE و پاسخ‌های این دستورها را از DCE به DTE مشخص می‌کند. ۰۳ برای فریمهای حاوی دستورها از DCE به DTE و برای پاسخ از DTE به DCE استفاده می‌شود؛ بنابراین، یک طرف باید به عنوان Layer 2 DTE و طرف دیگر به عنوان Layer 2 DCE پیکربندی شود (شما نباید این را با مشخصات بیشتر Layer 1 DCE و DTE اشتباه بگیرید).
قسمت کنترل - برای شناسایی نوع قاب عمل می‌کند. علاوه بر این، شامل شماره‌های توالی، ویژگی‌های کنترل و ردیابی خطا با توجه به نوع قاب است.
روش‌های عملکرد - LAPB در حالت متعادل ناهم‌زمان (ABM) کار می‌کند. این حالت متعادل است (یعنی هیچ رابطه ارباب و برده‌ای وجود ندارد) و با قاب SABM (E) / SM نشان داده می‌شود. هر ایستگاه در هر زمان ممکن است مقداردهی اولیه، نظارت، بازیابی از خطاها و ارسال فریم را انجام دهد. DTE و DCE برابر هستند.
FCS - Frame Check Sequence با اجازه دادن به بررسی یکپارچگی داده‌های قاب منتقل شده، سطح بالایی از کنترل خطای فیزیکی را امکان‌پذیر می‌کند.
اندازه پنجره - LAPB از اندازه پنجره گسترده (مدول ۱۲۸ و مدول ۳۲۷۶۸) پشتیبانی می‌کند که در آن حداکثر تعداد فریم برجسته برای تأیید از ۷ (مدول ۸) به ۱۲۷ (مدول ۱۲۸) و ۳۲۷۶۷ (مدول ۳۲۷۶۸) افزایش می‌یابد.

### عملکرد پروتکل
LAPB هیچ ارتباط گره master / slave ندارد. فرستنده از بیت Poll در فریم‌های فرمان استفاده می‌کند تا بر پاسخ فوری اصرار ورزد. در قاب پاسخ، همین بیت به گیرنده‌ها تبدیل می‌شود بیت نهایی. گیرنده همیشه در پاسخ به فرمان فرستنده با تنظیم بیت Poll، بیت Final را روشن می‌کند. بیت P / F معمولاً هنگامی استفاده می‌شود که به دلیل تأیید احتمالی گمشده، انتهای قسمت در تعیین توالی مناسب مطمئن نباشید و لازم است یک نقطه مرجع دوباره برقرار شود. همچنین برای ایجاد تأیید فریم‌های برجسته I استفاده می‌شود.

## آدرس‌دهی گره
جدول زیر نشان می‌دهد که هنگام صدور دستورها و پاسخ از DTE به DCE و DCE به DTE، با استفاده از عملکرد تک پیوند یا عملکرد چند لینک، آدرس‌هایی در قاب LAPB قرار می‌گیرند:
| جهت     | عملیات تک پیوندی | عملیات تک پیوندی | عملیات چند لینک | عملیات چند لینک |
| جهت     | فرمان دادن       | واکنش            | فرمان دادن      | واکنش           |
| ------- | ---------------- | ---------------- | --------------- | --------------- |
| DTE-DCE | ۰۱ هگز (B)       | ۰۳ هگز (A)       | 07 Hex (D)      | 0F Hex (C)      |
| DCE-DTE | ۰۳ هگز (A)       | ۰۱ هگز (B)       | 0F Hex (C)      | 07 Hex (D)      |

## دستورها و پاسخ‌های پروتکل
| تایپ کنید | دستورها | واکنش | اطلاعات |
| --------- | ------- | ----- | --- |
| نظارتی    | RR      | RR    | پذیرش یک فریم را تأیید می‌کند و نشان می‌دهد که دستگاه آماده دریافت بعدی است |
|           | RNR     | RNR   | یک قاب دریافت شده را تأیید می‌کند اما نشان می‌دهد که دیگر نمی‌تواند I-فریم دریافت کند زیرا هنوز شلوغ است                                                                                     |
|           | REJ     | REJ   | درخواست انتقال مجدد فریم‌های I را دارد، بسته حاوی قاب خطا است به طوری که DTE همه بسته‌ها را از زمان خطا مجدداً ارسال می‌کند                                                                   |
|           |         | SREJ  | درخواست ارسال مجدد فریم‌های I انتخاب شده را دارد، بسته حاوی فریم‌های خاصی است که DTE مجدداً ارسال می‌کند (برای مدول ۸ استفاده نمی‌شود، برای مدول ۱۲۸ اختیاری نیست، برای مدول ۳۲۷۶۸ اجباری است) |
| بی شماره  | SABM    | UA    | پیوند DTE به DCE را در حالت عادی (پایه) ایجاد کنید (مدول ۸) |
|           | SABME   | UA    | پیوند DTE به DCE را در حالت Extended ایجاد کنید (مدول ۱۲۸) |
|           | SM      | UA    | پیوند DTE به DCE را در حالت Super برقرار کنید (مدول ۳۲۷۶۸) |
|           | DISC    | DM    | پیوند را قطع می‌کند |
|           |         | FRMR  | Frame Reject، که یک وضعیت خطا را گزارش می‌کند |
| اطلاعات   | I       |       | |

| قاب فرمان با P = ۱ ارسال شده‌است | قاب پاسخ با F = ۱ برگردانده شد | اطلاعات |
| ------------------------------- | ------------------------------ | ------- |
| SABM, SABME, SM                 | UA, DM                         |         |
| I-frame                         | RR, RNR, REJ, SREJ             |         |
| I-frame                         | FRMR                           |         |
| RR, RNR, REJ                    | RR, RNR, REJ, SREJ             |         |
| FRMR                            | FRMR                           |         |
| DISC                            | UA, DM                         |         |